# Let's Get It In
«Let's Get It In» — промо-сингл американського співака Lloyd. Пісня спершу мала стати другим окремком до King of Hearts, проте в кінцевому підсумку вона не потрапила до платівки. 25 жовтня 2010 сингл з'явився на iTunes.
Прем'єра пісні відбулась 27 вересня 2010 на ThisIs50.com о 16:30. Lloyd повідомив через Twitter, що на другому окремку буде артист, з яким він завжди хотів записати матеріал. Раніше Lloyd заявляв про своє бажання зробити з 50 Cent клубний трек.

## Відеокліп
Режисер: Колін Тіллі. Дія відбувається в нічному клубі. Відео зняли в Атланті у вихідний, коли відбулась церемонія вручення BET Hip Hop Awards. Прем'єра: 8 грудня 2010 на «106 & Park» на телеканалі BET. На цьому шоу кліп посів 8-му сходинку.

## Чартові позиції
| Чарт (2010)                           | Найвища позиція |
| ------------------------------------- | --------------- |
| US Bubbling Under Hot 100 Singles     | 25              |
| US Bubbling Under R&B/Hip-Hop Singles | 2               |